# Ramat ha-Chajjal
Ramat ha-Chajjal (hebr. רמת החייל) – osiedle mieszkaniowe w Tel Awiwie, znajdujące się na terenie Dzielnicy Drugiej.

## Położenie
Osiedle leży na nadmorskiej równinie Szaron. Jest położone w północno-wschodniej części aglomeracji miejskiej Tel Awiwu, na północ od rzeki Jarkon. Zachodnią granicę osiedla stanowi ulica Mishmar HaYarden, za którą znajduje się osiedle Rewiwim. Na północy za ulicą HaNevi'a znajdują się osiedla Cahala i Newe Szaret. Na wschodzie za ulicą Raoul Wallenber znajduje się osiedle Kirjat Atidim oraz strefa przemysłowa. Południową granicę wyznacza ulica David Marcus, za którą znajduje się osiedle Jisgaw.

## Historia
Podczas I wojny światowej, w dniu 21 grudnia 1917 w pobliżu tego miejsca wojska brytyjskie przeprawiły się przez most pontonowy przez rzekę Jarkon, wypierając na północ siły tureckie.
W pierwszych latach niepodległości Państwa Izraela, w pobliżu tego miejsca utworzono obóz dla żydowskich imigrantów (ma'abarot Yad Hamaavir). W 1952 nastąpiło utworzenie osiedla, do którego w 1958 dostarczono energię elektryczną.

## Architektura
Zabudowa osiedla składa się z budynków wielorodzinnych. W samym środku osiedla znajduje się Park Se'adya Shoshani.

## Edukacja
W osiedlu znajduje się szkoła podstawowa Ramat ha-Chajjal oraz szkoła średnia Ironi.

## Religia
Znajdują się tutaj trzy synagogi, położone przy ulicach: Ha-Lamed Hei, Har'el oraz Kuf Mem.

## Transport
Wzdłuż północnej granicy osiedla przechodzi ulica Dvora HaNevi'a, którą jadąc na zachód dojeżdża się do drogi nr 482  (Tel Awiw-Herclijja). Jadąc nią na północ dojeżdża się do autostrady nr 5  (Tel Awiw-Ari’el).